# Гайґроув (Каліфорнія)
Гайґроув (англ. Highgrove) — переписна місцевість (CDP) у США, в окрузі Ріверсайді штату Каліфорнія. Населення — 3988 осіб (2010).

## Географія
Гайґроув розташований за координатами 34°0′38″ пн. ш. 117°18′35″ зх. д. / 34.01056° пн. ш. 117.30972° зх. д. (34.010577, -117.309838). За даними Бюро перепису населення США в 2010 році переписна місцевість мала площу 8,34 км², уся площа — суходіл.

## Демографія
Згідно з переписом 2010 року, у переписній місцевості мешкало 3988 осіб у 1136 домогосподарствах у складі 900 родин. Густота населення становила 478 осіб/км².  Було 1227 помешкань (147/км²).
Расовий склад населення:
| - 52,8 % — білих - 4,1 % — чорних або афроамериканців - 2,8 % — азіатів - 1,0 % — корінних американців - 0,3 % — вихідців з тихоокеанських островів - 34,8 % — осіб інших рас |

До двох чи більше рас належало 4,2 %. Частка іспаномовних становила 65,3 % від усіх жителів.
За віковим діапазоном населення розподілялося таким чином: 31,2 % — особи молодші 18 років, 61,6 % — особи у віці 18—64 років, 7,2 % — особи у віці 65 років та старші. Медіана віку мешканця становила 30,2 року. На 100 осіб жіночої статі у переписній місцевості припадало 102,8 чоловіків;  на 100 жінок у віці від 18 років та старших — 101,9 чоловіків також старших 18 років.
Середній дохід на одне домашнє господарство  становив 56 676 доларів США (медіана — 43 021), а середній дохід на одну сім'ю — 65 997 доларів (медіана — 54 722). Медіана доходів становила 36 071 долар для чоловіків та 30 716 доларів для жінок. За межею бідності перебувало 31,9 % осіб, у тому числі 38,3 % дітей у віці до 18 років та 25,8 % осіб у віці 65 років та старших.
Цивільне працевлаштоване населення становило 1536 осіб. Основні галузі зайнятости: виробництво — 27,3 %, науковці, спеціалісти, менеджери — 17,6 %, будівництво — 11,6 %, освіта, охорона здоров'я та соціальна допомога — 10,8 %.